# Kamow Ka-18
Der Kamow Ka-18 (russisch Камов Ка-18, NATO-Codename: Hog) ist ein sowjetischer viersitziger Mehrzweck-Hubschrauber. Er wurde vom russischen Koaxialrotor-Pionier Nikolai Iljitsch Kamow aus der zweisitzigen Kamow Ka-15 entwickelt. Der Erstflug der Ka-18 fand am 13. Oktober 1956 statt.

## Entwicklung
Von der Ka-15 wurde der Koaxialrotor und das Triebwerk unverändert übernommen. Die Kabine wurde verlängert, um Platz für vier Personen zu schaffen. Dafür erhielt die Ka-18 einen neuen, abgestuften Bug. Das Cockpit verfügte über Funk-, Blindflug und Navigationsausrüstung um bei jedem Wetter, Tag und Nacht eingesetzt werden zu können.
Zusätzlich besaß sie eine Enteisungsvorrichtung. Das Fahrwerk konnte gegen aufblasbare Pontons eingetauscht werden, mit denen man auch auf Wasser oder im Sumpf landen und starten konnte.
Eingesetzt wurde die Ka-18 in verschiedensten Rollen bei der Aeroflot, darunter zur Luftbildvermessung, als Lufttaxi und als Sanitätshubschrauber. Die sowjetischen Seefliegerkräfte setzten ebenfalls die Ka-18 ein.
Zwischen 1959 und 1961 wurden in Ulan-Ude bei Kamow insgesamt 111 Ka-18 gebaut.

## Technische Daten
| Kenngröße             | Daten                                                   |
| --------------------- | ------------------------------------------------------- |
| Konstrukteur          | Nikolai Kamow                                           |
| Besatzung             | 1                                                       |
| Passagiere            | 3                                                       |
| Rotordurchmesser      | jeweils 9,96 m                                          |
| Länge                 | 7,03 m ohne Rotoren 10,00 m mit Rotoren                 |
| Höhe                  | 3,35 m                                                  |
| Rumpfbreite           | 1,45 m                                                  |
| Leermasse             | 1032 kg                                                 |
| Zuladung              | 470 kg                                                  |
| Startmasse            | maximal 1502 kg                                         |
| Triebwerk             | ein 9-Zylinder-Sternmotor Iwtschenko AI-14WF            |
| Leistung              | 205 kW (268 PS)                                         |
| Höchstgeschwindigkeit | 160 km/h                                                |
| Reisegeschwindigkeit  | maximal 130 km/h wirtschaftlich 120 km/h                |
| Dienstgipfelhöhe      | 3500 m                                                  |
| Reichweite            | 300 km mit voller Nutzlast 450 km mit vollem Tankinhalt |